# Jean-Jacques Lamboley
Pour les articles homonymes, voir Lamboley.
Jean-Jacques Lamboley est un coureur cycliste français, né le 10 septembre 1920 à Héricourt et mort le 20 juillet 1999 à Thonon-les-Bains.
Spécialiste du demi-fond, il a été une fois champion du monde et deux fois champion de France de la discipline.

## Biographie
Jean-Jacques Lamboley fut cycliste professionnel sur piste de 1946 à 1951, il vécut à Bregille (quartier de la ville de Besançon). 
C'est en tant qu'amateur qu'il a commencé son palmarès  en cyclisme sur route par une troisième place sur la Polymultipliée en 1941. Il s'est également essayé au cyclo-cross, avec comme accessit une quatrième place au championnat de France de 1943. Mais il s'est surtout illustré à partir de 1946, en se spécialisant dans le demi-fond, discipline dans laquelle il sera sacré Champion du monde en 1948 à Amsterdam.
En 2015, sa petite-fille Soline est championne d'Europe espoirs de scratch.

## Palmarès sur piste

### Championnats du monde
- Paris 1947
  -  Médaillé d'argent du demi-fond
- Amsterdam 1948
  -  Champion du monde de demi-fond

### Championnats nationaux
- Champion de France de demi-fond en 1947 et 1948.
- 2e du championnat de France de demi-fond en 1949.
- Vainqueur du 100 milles en 1949 (en 2 h 14 min).

## Palmarès sur route
- 1941
  - 3e de la Polymultipliée